# Mary MacLane
Mary MacLane (1 de maio de 1881 – 6 de agosto de 1929) foi uma controversa escritora americana nascida no Canadá, cujas memórias sinceras ajudaram a inaugurar o estilo confessional da escrita autobiográfica . MacLane era conhecida como a "Mulher Selvagem de Butte ".
MacLane foi uma autora popular para sua época, escandalizando a população com seu primeiro livro de memórias e, em menor grau,  com seus dois livros seguintes, que não atingiram o sucesso da sua obra de estreia. Ela era considerada selvagem e incontrolável, uma reputação que ela cultivava. Era também abertamente bissexual, além de feminista declarada.
Em seus escritos, ela se comparou a outra jovem e franca memorialista, Marie Bashkirtseff, que morreu alguns anos após o nascimento de MacLane, e HL Mencken a chamou de " Bashkirtseff de Butte".

## Início da vida e família
MacLane nasceu em Winnipeg, na província canadense de Manitoba, em 1881, mas sua família mudou-se para a área de Red River, em Minnesota, estabelecendo-se em Fergus Falls, que seu pai ajudou a desenvolver. Após sua morte em 1889, sua mãe se casou novamente com um amigo da família, o advogado, H. Gysbert Klenze.
Logo depois, sua família se mudou para o estado de Montana, no meio leste americano, estabelecendo-se primeiro em Great Falls e finalmente em Butte, onde Klenze esgotou os fundos financeiros da família investindo na mineração e em outros empreendimentos. MacLane passou o resto de sua vida nos Estados Unidos . Ela começou a escrever para o jornal da escola em 1898.

## Escrita

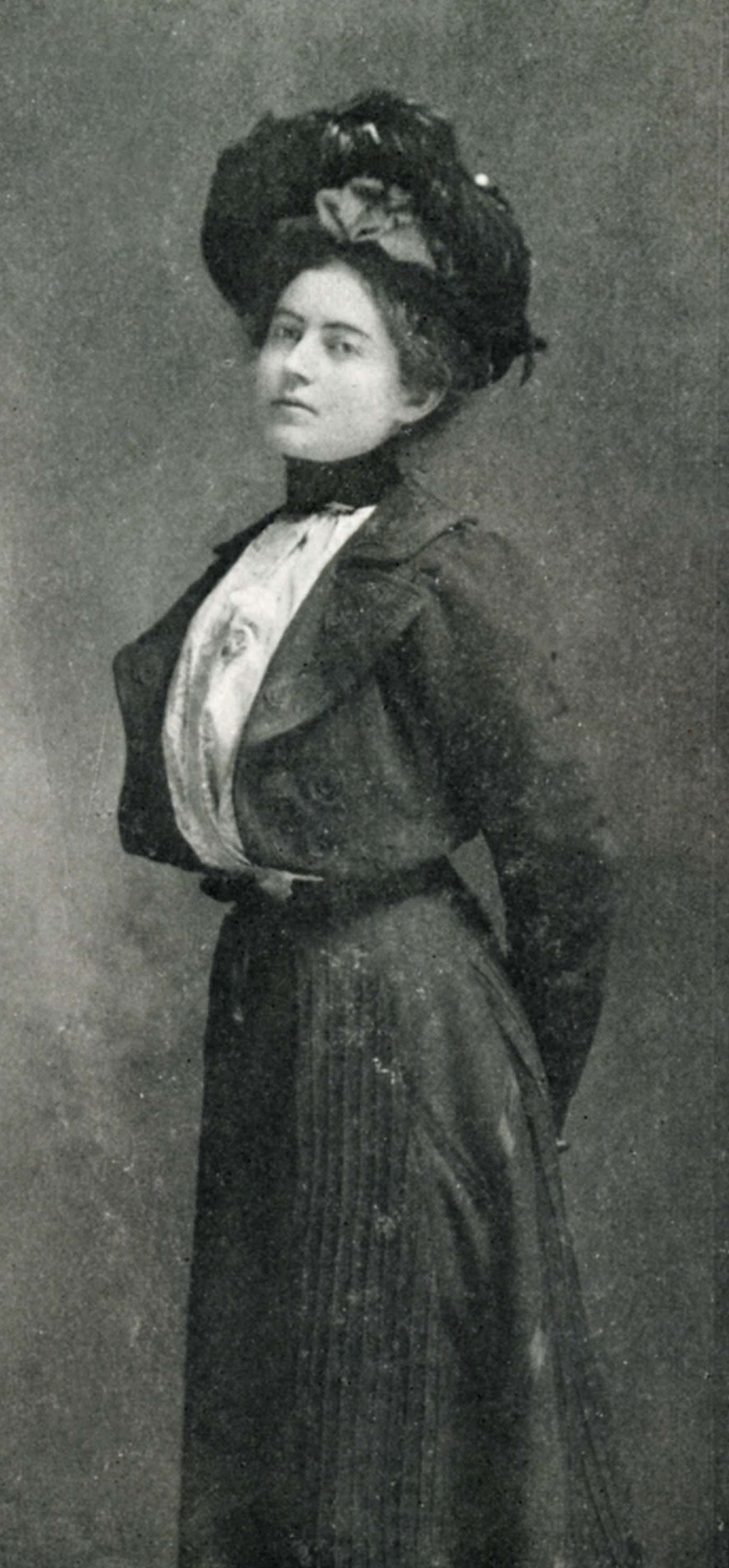
MacLane retratada na capa interna de uma edição de 1902 de The Story of Mary MacLane

Desde o início, a escrita de MacLane foi caracterizada por um estilo direto, ardente e individualista. No entanto, ela foi altamente influenciada por escritores realistas americanos como John Townsend Trowbridge (com quem trocou algumas cartas), Maria Louise Pool e Hamlin Garland.
Em 1901, MacLane escreveu seu primeiro livro, originalmente intitulado I Await the Devil's Coming . Antes da impressão do manuscrito no ano seguinte, a editora de MacLane, Herbert S. Stone & Company, alterou o título para The Story of Mary MacLane . O livro provou ser um sucesso imediato, especialmente entre as mulheres mais jovens, vendendo mais de 100.000 cópias durante o primeiro mês de lançamento.
Alguns críticos ao falar da escrita de MacLane vão apontar que, mesmo para os padrões atuais, sua escrita é crua, honesta, inflexível, autoconsciente, sensual e extrema. Ela escreveu abertamente sobre egoísmo, amor-próprio, sobre atração sexual e amor por outras mulheres, e até mesmo sobre seu desejo de se casar com o Diabo.
Seu segundo livro, My Friend Annabel Lee, foi publicado pela Stone em 1903. Mais experimental no estilo do que seu livro de estreia, não foi tão sensacionalista, embora MacLane tenha ganhado uma quantia considerável de dinheiro.
Seu último livro, Eu, Mary Maclane: Um Diário dos Dias Humanos, foi publicado por Frederick A. Stokes em 1917 e vendeu moderadamente bem, mas pode ter sido ofuscado pela recente entrada dos Estados Unidos na Primeira Guerra Mundial .
Em 1917, ela escreveu e estrelou o filme mudo autobiográfico de 90 minutos intitulado Men Who Have Made Love to Me, para o Essanay Studios . O filme foi produzido pelo pioneiro do cinema George Kirke Spoor e baseado no artigo de mesmo título escrito por MacLane em 1910 para um jornal de Butte. Especula-se que tenha sido uma quebra extremamente precoce, se não a mais precoce, da quarta parede no cinema, com MacLane se dirigindo diretamente ao público. Embora algumas fotos e legendas tenham sobrevivido, acredita-se que o filme esteja perdido.

## Influência
Entre os vários autores que referenciaram, parodiaram ou responderam a MacLane estavam Mark Twain, F. Scott Fitzgerald, Harriet Monroe, o advogado Clarence Darrow, Ring Lardner Jr.Gertrude Sanborn publicou uma resposta otimista ao livro de MacLane Eu, Mary MacLane, de 1917, sob o título Eu, Cidadã da Eternidade (1920).

## Vida pessoal
MacLane sempre se irritou, ou sentiu, " ansiedade de lugar", por viver em Butte, uma cidade mineradora longe dos centros culturais, ela usou o dinheiro das vendas de seu primeiro livro para viajar para Chicago e depois por toda a Costa Leste. Ela viveu em Rockland, Massachusetts, passando o inverno em St. Augustine, Flórida, de 1903 a 1908, depois em Greenwich Village de 1908 a 1909, onde continuou escrevendo e, segundo seus relatos publicados posteriormente, vivendo uma existência decadente e boêmia. Ela era amiga íntima da escritora feminista Inez Haynes Irwin, que é referenciada em alguns escritos de MacLane de 1910 em um jornal de Butte e que, por sua vez, mencionou MacLane em um artigo de revista de 1911.
Por um período, ela viveu com sua amiga Caroline M. Branson, que foi companheira de longa data de Maria Louise Pool até a morte desta em 1898. Eles moravam na casa em Rockland que Pool deixou para Branson. Mary Maclane também teve uma amizade de várias décadas com Harriet Monroe.
MacLane morreu em Chicago no início de agosto de 1929, aos 48 anos. Ela foi menos frequentemente discutida em meados do século XX, e sua prosa permaneceu fora de catálogo até o final de 1993, quando The Story of Mary MacLane e alguns de seus trabalhos em jornais foram republicados em Tender Darkness: A Mary MacLane Anthology.

## Coleções e performances contemporâneas
Em 2014, a editora de Tender Darkness (1993) publicou uma antologia expandida intitulada Human Days: A Mary MacLane Reader (com prefácio de Bojana Novakovic).
Em 2011, Novakovic escreveu e apresentou "The Story of Mary MacLane – By Herself" em Melbourne, Austrália, que foi posteriormente encenada em Sydney, Austrália, em 2012.
Na década de 2010, o primeiro livro de MacLane foi traduzido para o francês, o dinamarquês e o espanhol . A Reclam publicou uma edição alemã de I Await the Devil's Coming em 2020, seguida pelas edições de 2021 de My Friend Annabel Lee e I, Mary MacLane.

## Bibliografia

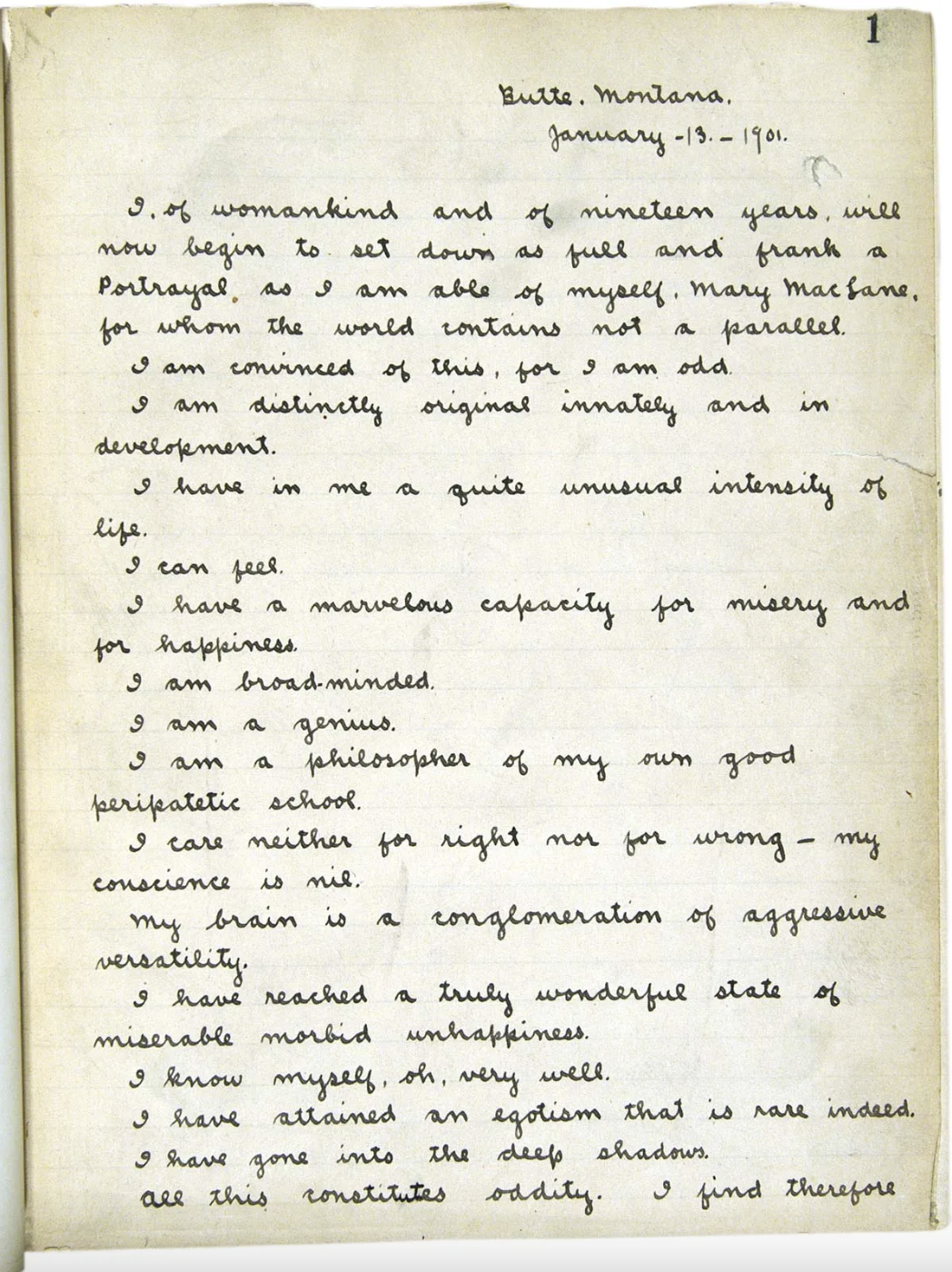
A primeira página do manuscrito original de 1901 de I Await the Devil's Coming (renomeado para The Story of Mary MacLane quando publicado em 1902)

### Livros
- A História de Mary MacLane (1902)
- Minha Amiga Annabel Lee (1903)
- A História de Mary MacLane - Passado e Presente (1911)
- Eu, Mary MacLane: Um Diário de Dias Humanos (1917, 2013)
- Tender Darkness: Uma antologia de Mary MacLane (reimpressão) (1993)
- A história de Mary MacLane e outros escritos (antologia de reimpressão) (1999)
- Dias humanos: um leitor de Mary MacLane (prefácio de Bojana Novakovic) (2011)
- Esperarei a vinda do diabo (2013)

### Artigos selecionados
- Os Não Iniciados (editorial de outubro de 1897)
- [Artigo sem título sobre estoicismo] (janeiro de 1898)
- Considere a tua juventude e nela (editorial, abril de 1899)
- Charles Dickens – O melhor dos construtores de castelos (discurso de formatura, maio de 1899)
- Mary MacLane em Newport (1902)
- Mary MacLane em Coney Island (1902)
- Mary MacLane em Wall Street (1902)
- Mary MacLane em Little Old New York (1902)
- Sobre o Casamento (1902)
- Um primeiro plano e um fundo (1903)
- Mary MacLane discute a 'aparência externa de Denver' (1903)
- Ele me ama (1903)
- A segunda 'História de Mary MacLane' (1909)
- Mary MacLane faz solilóquio sobre Scarlet Fever (1910)
- Mary MacLane encontra o vampiro na ilha das delícias traiçoeiras (1910)
- A Autobiografia do Garoto Primitivo (1910)
- Mary MacLane quer um voto – Para a outra mulher (1910)
- Homens que fizeram amor comigo (1910)
- A Ladainha dos Últimos Dias de Mary MacLane (1910)
- O mutuário de notas de dois dólares – e outras mulheres (1910)
- Uma Desamparada do Destino em Alto Mar (1910)
- A Mulher e o Cigarro (1911)
- Mary MacLane diz – (1911)
- Mary MacLane sobre o casamento (1917)
- Os filmes e eu (1918)

### Roteiros e filmografia
- Homens que fizeram amor comigo (1918) [7]

## Na cultura popular
O romance Plain Bad Heroines de 2020 apresenta a vida e a obra de MacLane como um interesse recorrente para vários personagens do livro, cujo título deriva de uma passagem de The Story of Mary MacLane, de MacLane.